# Waldheimia tomentosa
Waldheimia tomentosa là một loài thực vật có hoa trong họ Cúc. Loài này được (Decne.) Regel miêu tả khoa học đầu tiên năm 1880.